# 새빛로 (고양시)
새빛로(Saebit-ro)는 경기도 고양시 덕양구 능곡동 토당교차로와 관산동을 잇는 경기도의 도로이다. 전 구간 국도 제39호선에 속한다. 도로 건설 당시에는 토당 ~ 관산 우회도로 또는 고양시 국도대체우회도로로 불렸다.

## 연혁
- 2021년 12월 17일 : 고양시 덕양구 토당동 ~ 관산동 9.34 km 구간을 자동차 전용도로로 지정[1]
- 2021년 12월 31일 : 고양시 국도대체우회도로 토당 ~ 관산간 도로(고양시 덕양구 토당동 ~ 관산동) 9.34 km 구간 신설 개통[2]

## 주요 경유지
경기도
- 고양시 덕양구 (능곡동 . 주교동 . 원신동 . 관산동) - 일산동구 (고봉동)

## 노선
전 구간 국도 제39호선 및 자동차전용도로에 속하므로 이에 대한 별도 표기는 생략한다.
| 이름                   | 접속 노선 | 소재지 | 소재지   | 소재지                | 비고 |
| ---------------------- | --------- | ------ | -------- | --------------------- | ---- |
| 토당 교차로            | 호국로    | 고양시 | 덕양구   | 능곡동                |      |
| 토당대교               |           | 고양시 | 덕양구   | 능곡동                |      |
| 대장교                 |           | 고양시 | 덕양구   | 주교동                |      |
| 주교 교차로 (주교IC교) | 어울림로  | 고양시 | 덕양구   | 주교동                |      |
| 원당대교               |           | 고양시 | 덕양구   | 주교동                |      |
| 주교지하차도           |           | 고양시 | 덕양구   | 주교동                |      |
| 박재궁교               |           | 고양시 | 덕양구   | 주교동                |      |
| 원당육교               |           | 고양시 | 덕양구   | 원신동                |      |
| 왕릉 교차로 (왕릉IC교) | 호국로    | 고양시 | 덕양구   | 원신동                |      |
| 왕릉교                 |           | 고양시 | 덕양구   | 원신동                |      |
| 청대교                 |           | 고양시 | 덕양구   | 원신동                |      |
| 송천1교                |           | 고양시 | 덕양구   | 원신동                |      |
| 송천2교                |           | 고양시 | 덕양구   | 원신동                |      |
| 고봉교                 |           | 고양시 | 일산동구 | 고봉동                |      |
| 공릉천교               |           | 고양시 | 일산동구 | 고봉동                |      |
|                        | 덕양구    | 고양시 | 관산동   |                       |      |
| 관산 교차로            | 덕양구    | 고양시 | 관산동   | 국도 제1호선 (통일로) |      |